# Ichirō Satsuki
Ichirō Satsuki (五月一朗, Satsuki Ichirō), né le 7 juillet 1919 – mort le 4 septembre 2014, est un chanteur japonais du genre musical rōkyoku mort à l'âge de 95 ans.